# Notation
Notation ist die Benennung von Gegenständen durch das Festhalten (qualitative und quantitative Repräsentation) von Dingen und Bewegungsverläufen in schriftlicher Form mit vereinbarten symbolischen Zeichen.
Das Fehlen einer Notation macht es bisweilen unmöglich, eine Handlungsabfolge oder einen komplizierteren Zusammenhang kurz und eindeutig zu vermitteln, bzw. zu erfassen. „Sender“ und „Empfänger“ bedienen sich praktischerweise der gleichen Notation.

## Elemente der Notation
Die Notation besteht in der Regel aus einer Kombination von Buchstaben und/oder Ziffern und/oder Sonderzeichen. Die Buchstaben lauten meist folgendermaßen: A, B, C … bzw. a, b, c … Allerdings sollten bestimmte Buchstaben wie J, O und Q wegen der Verwechslungsgefahr vermieden werden. Die Ziffern werden meist in Form von 1, 2, 3 … verwendet, nicht aber in lateinischer Schreibweise (I, II, III etc.). Die Sonderzeichen wie . , / < > - dienen in der Kombination mit den Buchstaben und/oder Ziffern zur Erläuterung. Die Sonderzeichen sollten jedoch möglichst nicht oder nur sparsam verwendet werden.
Wird nur eine Sorte von Symbolen, d. h. Buchstaben oder Ziffern, verwendet, so wird die Notation als reine Notation bezeichnet. Bei der Kombination von Buchstaben und Ziffern wird von einer gemischten Notation gesprochen. In diesem Zusammenhang muss besonders auf eine genaue Schreibweise geachtet werden, damit beispielsweise O und 0 oder l, I und 1 unterschieden werden können.

## Einfache Beispiele
- Die Musiknotation ist die schriftliche Aufzeichnung eines Musikstücks durch Noten. Mit der Notation für Musik kann eine Notation für Feuerwerke verknüpft werden.[2]
- A, T, G, C ist die Notation für den genetischen Code
- Die internationale Standardnotation für das Datum und die Zeit (ISO 8601) ist YYYY-MM-DD und hh:mm:ss (z. B. 1995-02-04 23:59:59) (Datumsformat)
- Q-Gruppen im Funkverkehr (Q-Schlüssel)

Jede mit Symbolen festgelegte, kodierte Handlungsanweisung ist eine Notation im weiteren Sinne. Festlegungen solcher Art können in vielen Fachgebieten vorgefunden werden. Keine allgemeingültige Notation gibt es, wenn man sich auf einem Gebiet noch nicht auf eine ökonomische Darstellungsweise geeinigt hat, um die entsprechenden Zusammenhänge zu beschreiben. Beispiele dafür sind Seemannsknoten – es gibt kein allgemein gültiges Codesystem (= Notation), mit dem man das Schlagen aller möglichen Knoten beschreiben kann.

## Wissenschaftliche Notation
- Mathematische Notation, die Regeln zur Schreibweise und Auswertungsreihenfolge mathematischer Ausdrücke.
- Die wissenschaftliche Notation zur Zahlendarstellung
- Man kann das Operationszeichen und die Operanden unterschiedlich anordnen:
  - Infixnotation, wie in der Schulmathematik (Beispiel: 3 + 2)
  - polnische Notation oder Präfixnotation (Beispiel: + 3 2)
  - umgekehrte polnische Notation oder Postfixnotation, abgekürzt UPN (Beispiel: 3 2 +)
- Existential Graphs als graphische Notation für Ausdrücke der Aussagenlogik, Prädikatenlogik und Modallogik
- Begriffsschriftnotation als graphische Notation für Ausdrücke der Aussagenlogik und Prädikatenlogik
- Ungarische Notation zur Darstellung des Zweckes einer Variable im Variablennamen
- eine Abbildung von endlichen Wörtern auf eine Menge {\displaystyle M}, siehe Notation (Berechenbarkeitstheorie)
- Konstitutionsformel in der Chemie

## Technische Systeme
- Die Whyte-Notation ist ein amerikanisches System zur Bezeichnung der Bauart von Lokomotiven
- In der Informatik und verwandten Gebieten des Informationsmanagements oder des Prozessmanagements ermöglichen Modellierungssprachen Softwareentwicklern, Systemanalytikern oder Systemarchitekten, die Anforderungen an ein Organisationssystem oder ein Softwaresystem sowie dessen Strukturen und innere Abläufe auf einer höheren Ebene festzulegen. Diese Sprachen versuchen eine Spezifikation für das Management, Benutzer und andere Beteiligte durch Darstellung in Diagrammform unter Verwendung standardisierter Notationen möglichst verständlich zu machen.

## Dokumentationswesen
- Notation (Dokumentation), ein Kürzel zur Angabe eines Deskriptors in einem Begriffssystem
- Bibliographische Notation von Zeitschriften
- Basisklassifikation, für wissenschaftliche Arbeiten

## Notation in Kultur, Spiel und Sport
- Aresti-Symbole für Kunstflugfiguren
- Figurenspringen beim Fallschirmspringen (Formationssprung)
- Tanznotation, zur Beschreibung von Tänzen
- Schachnotation, zur Aufzeichnung von Zugfolgen im Schachspiel
- Kifu, zur Beschreibung einer Go-Partie
- Siteswap, zur Beschreibung von Mustern beim Jonglieren